# 塞尔涅博
塞尔涅博（法語：Cerniébaud，法語發音：[sɛʁnjebo]）是法国汝拉省的一个市镇，位于该省东部，属于隆斯勒索涅区。

## 地理
塞尔涅博（46°43'57"N, 6°6'14"E）面积10.53 平方千米，位于法国勃艮第-弗朗什-孔泰大區汝拉省，该省份为法国东部内陆省份，北起上索恩省，西北接科多尔省，西临索恩-卢瓦尔省，南至安省，东与杜省和瑞士接壤。
与塞尔涅博接壤的市镇（或旧市镇、城区）包括：拉拉泰特、勒克鲁泽、莱蓬泰、勒屈尔福、弗拉罗、米尼奥维拉尔。

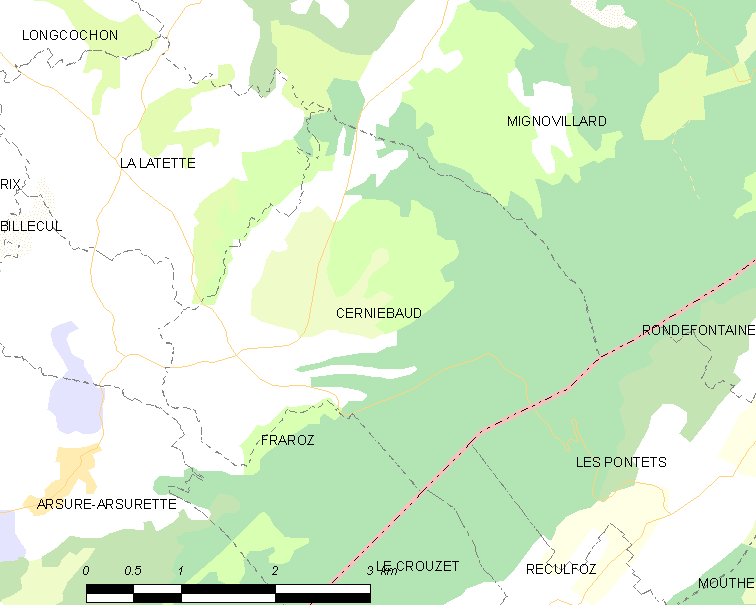
塞尔涅博的OSM定位图

塞尔涅博的时区为UTC+01:00、UTC+02:00（夏令时）。

## 行政
塞尔涅博的邮政编码为39250，INSEE市镇编码为39085。

## 政治
塞尔涅博所属的省级选区为圣洛朗昂格朗沃县。

## 人口

1962-2008年间塞尔涅博人口变化图示

塞尔涅博于2022年1月1日时的人口数量为90人。